# 1966 في مصر
فيما يلي قوائم الأحداث التي وقعت خلال عام 1966 في مصر.

## سياسة

### تعيين في المنصب
- 10 سبتمبر – محمد صدقي سليمان رئيس الوزراء المصري.

### انتهاء فترة المنصب
- 10 سبتمبر – زكريا محيي الدين رئيس الوزراء المصري.

## أفلام
من الأفلام التي صدرت هذه السنة في مصر:
- 1 يناير – 3 لصوص من إخراج فطين عبد الوهاب.
- 1 يناير – القاهرة 30 من إخراج صلاح أبو سيف.
- 1 يناير – تفاحة آدم من إخراج فطين عبد الوهاب.
- 1 يناير – ثورة اليمن
- 1 يناير – سيد درويش من إخراج أحمد بدرخان.
- 1 يناير – شقاوة رجالة
- 1 يناير – صغيرة على الحب من إخراج نيازي مصطفى.
- 1 يناير – عدو المرأة من إخراج محمود ذو الفقار.
- 1 يناير – غرام في أغسطس من إخراج حسن الصيفي.
- 20 يناير – مراتي مدير عام من إخراج فطين عبد الوهاب.
- 26 يناير – إجازة بالعافية
- 9 مارس – فارس بني حمدان من إخراج نيازي مصطفى.
- 28 مارس – شيء في حياتي من إخراج هنري بركات.
- 25 مايو – ليلة الزفاف من إخراج هنري بركات.
- 29 يونيو – جناب السفير من إخراج نيازي مصطفى.
- 1 يناير – غرام في أغسطس من إخراج حسن الصيفي.
- 31 أغسطس – هو والنساء من إخراج حسن الإمام.
- 21 سبتمبر – 30 يوم في السجن من إخراج نيازي مصطفى.
- 31 ديسمبر – قصر الشوق من إخراج حسن الإمام.

## مواليد

### يناير
- 1 يناير – أمينة زيدان كاتبة مصرية.
- 1 يناير – إلهام مانع
- 7 يناير – إيهاب توفيق مطرب مصري.

### يوليو
- 14 يوليو – عصام الجندي أستاذ مصري كبير في الشطرنج.
- 25 يوليو – أشرف قاسم لاعب كرة قدم مصري.

### أغسطس
- 10 أغسطس – إبراهيم حسن لاعب كرة قدم مصري.
- 10 أغسطس – حسام حسن مدرب كرة قدم مصري.

### سبتمبر
- 12 سبتمبر – خالد النبوي ممثل مصري.
- 22 سبتمبر – مصطفى قمر مغني وممثل مصري.

### أكتوبر
- 16 أكتوبر – باسم سمرة ممثل مصري.
- 20 أكتوبر – سمية الخشاب ممثلة مصرية ذات مزايا عاليه.
- 23 أكتوبر – فوزي جمال لاعب كرة قدم مصري.

## وفيات

### يناير
- 1 يناير – أمير بقطر (مواليد 1898)

### مارس
- 8 مارس – عبد الهادي الجزار (مواليد 1925) رسام مصري.

### أبريل
- 23 أبريل – نعيمة عاكف (مواليد 1929)

### أغسطس
- 29 أغسطس – سيد قطب (مواليد 1906) مفكر إسلامي وعضو سابق بجماعة الإخوان المسلمين.

### أكتوبر
- 20 أكتوبر – محمد فوزي (مواليد 1918) ممثل مصري.